# 拉扎爾·西爾科維奇
拉扎爾·西爾科維奇（1992年8月22日—）是一位塞爾維亞足球運動員。在場上的位置是後衛。他現在效力於塞爾維亞足球超級聯賽球隊游擊隊足球俱樂部。他也代表塞爾維亞U21國家足球隊參賽。